# چولا ویستا (کالیفرنیا)
چولا ویستا (به انگلیسی: Chula Vista) که در زبان اسپانیایی به معنای نمای زیبا می‌باشد، از لحاظ بزرگی دومین شهر ناحیه شهری سن‌دیه‌گو، هفتمین شهر محدوده کالیفرنیا جنوبی، چهاردهمین شهر در ایالت کالیفرنیا و هفتاد و هفتمین شهر ایالات متحده آمریکا است. چولا ویستا در شهرستان سن دیه‌گو واقع در جنوب ایالت کالیفرنیا قرار دارد. جمعیت این شهر ۲۴۳٫۹۱۶ نفر و وسعت آن ۱۳۴٫۹۲۵ کیلومترمربع است.

## نگارخانه

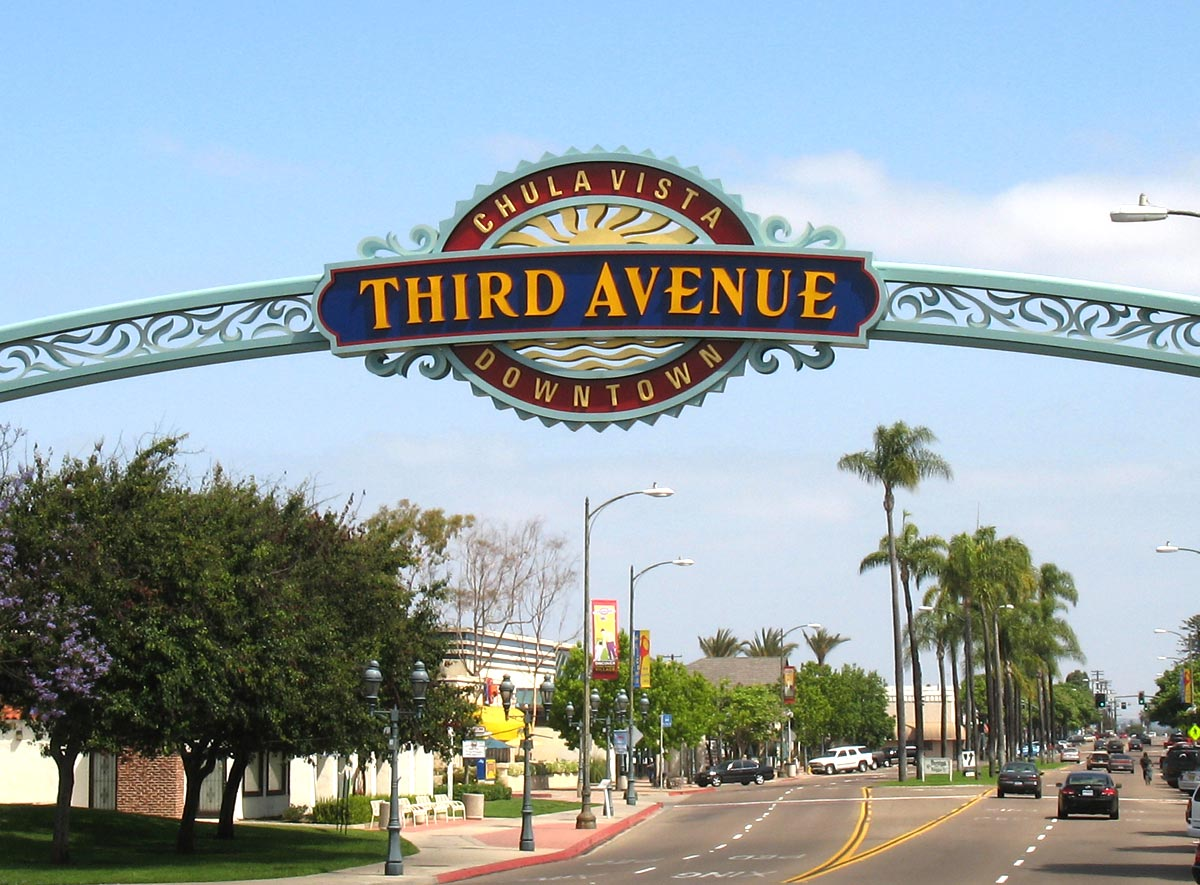
Third Avenue in Downtown Chula Vista
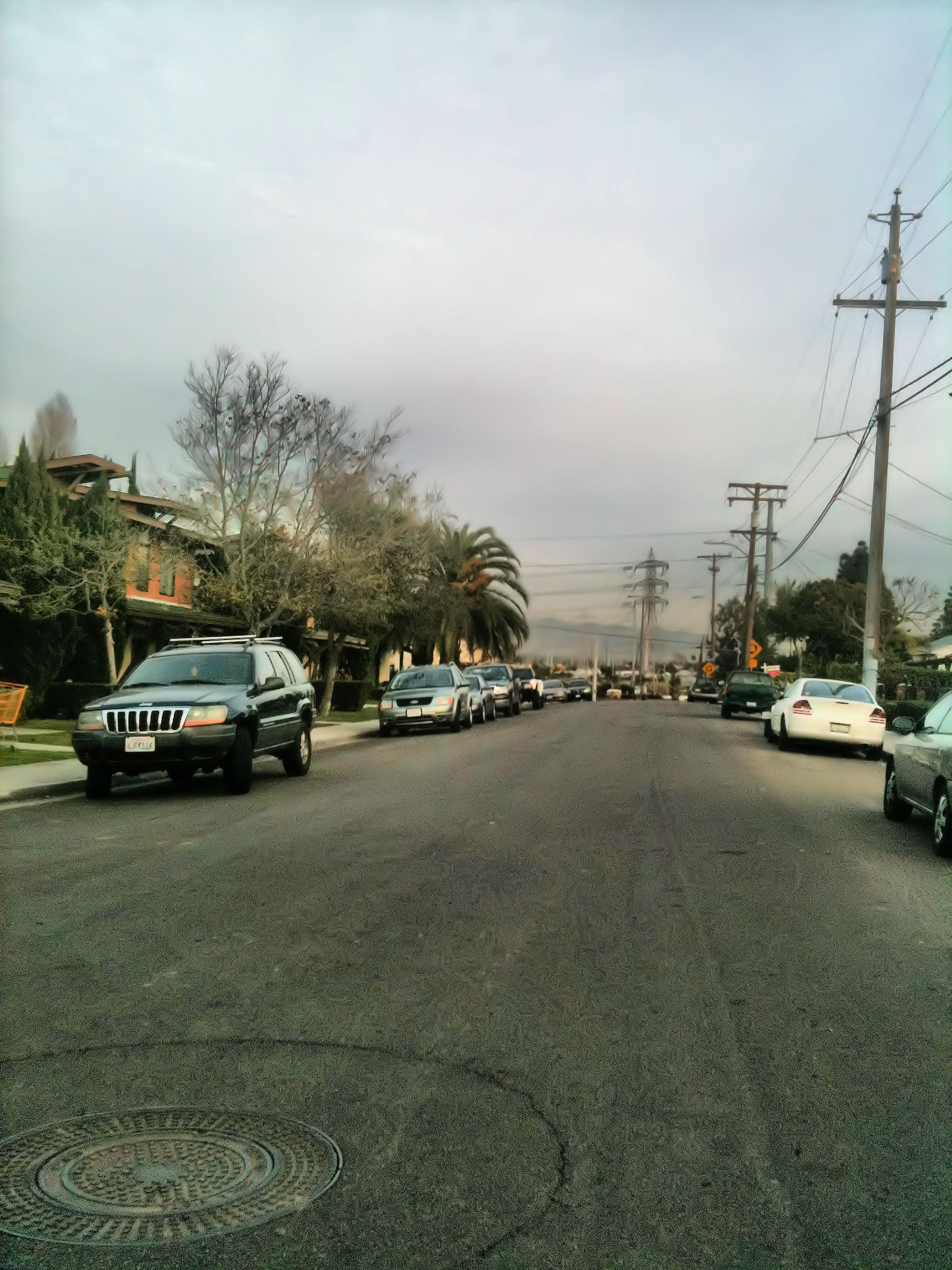
Ada Street in Chula Vista
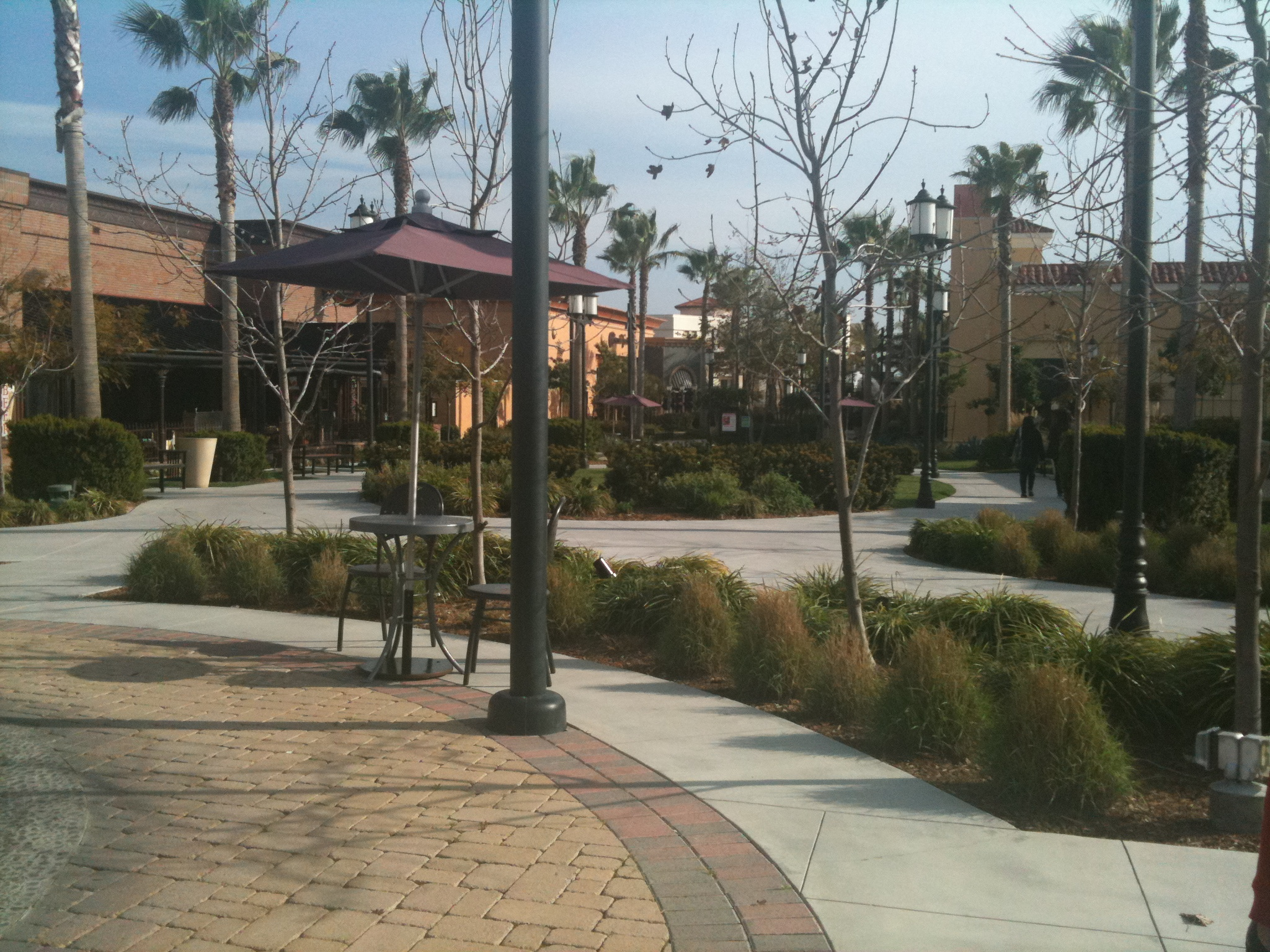
Otay Ranch Town Center Mall
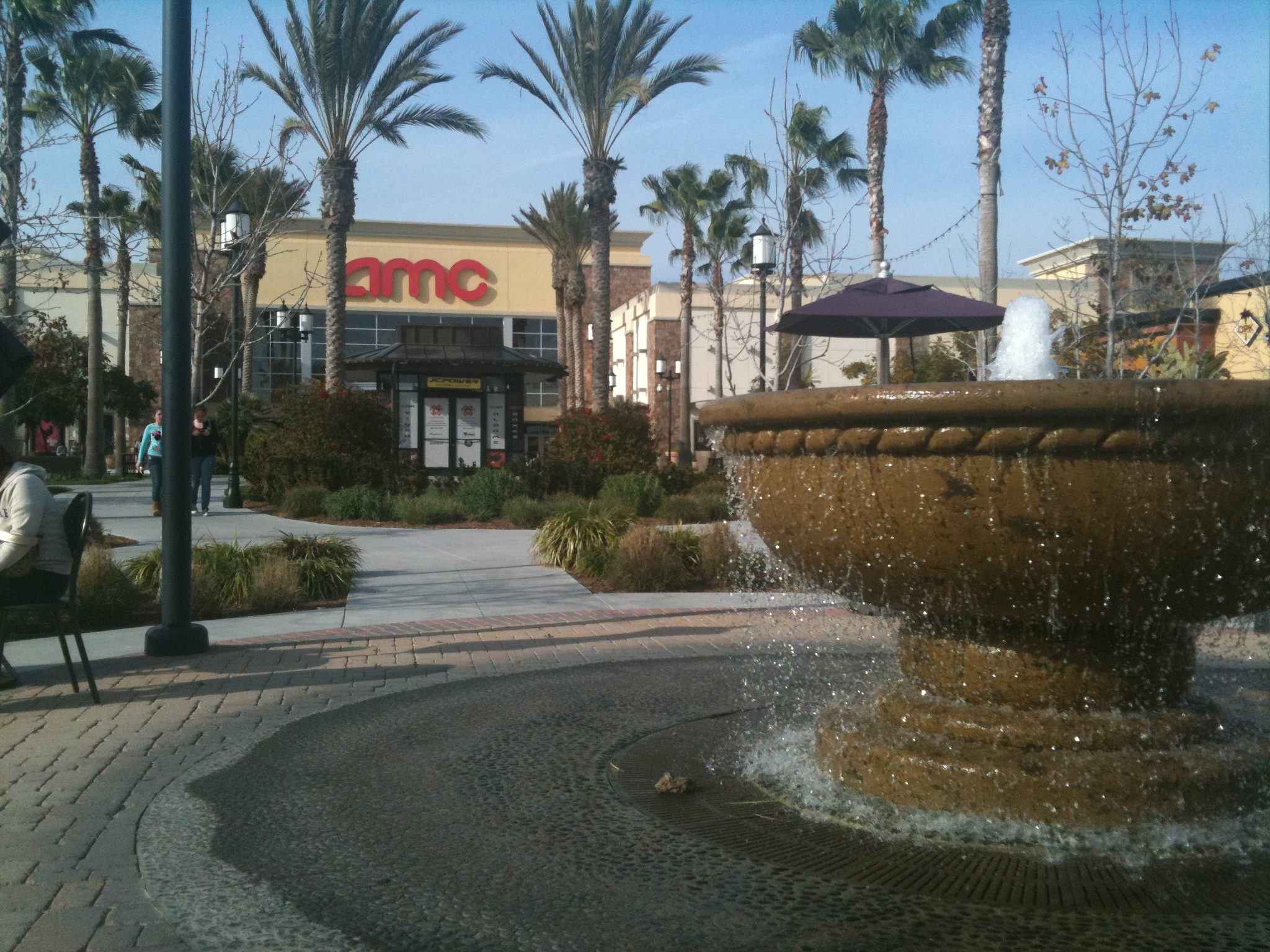
Otay Ranch Town Center Mall
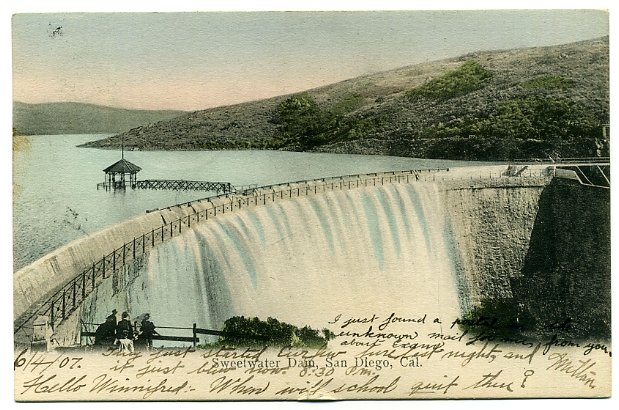
Postcard of the Sweetwater Dam
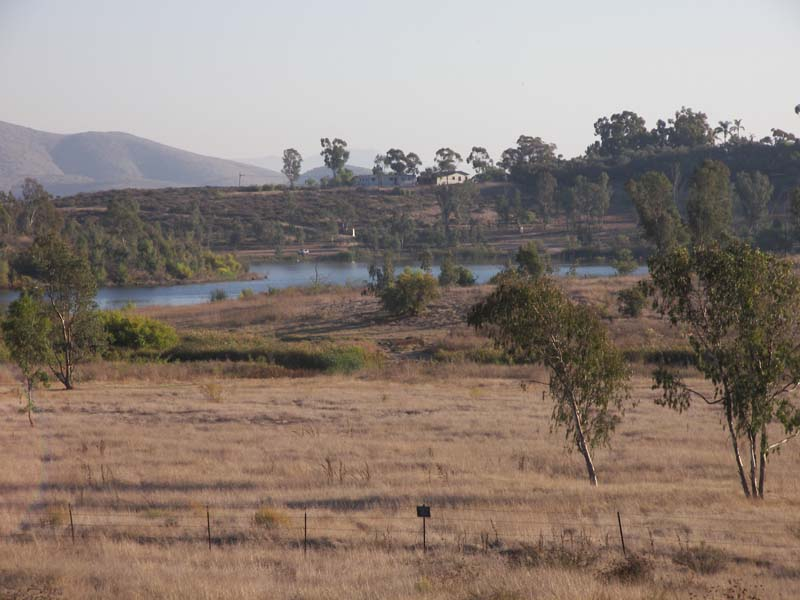
Proctor Valley in Chula Vista
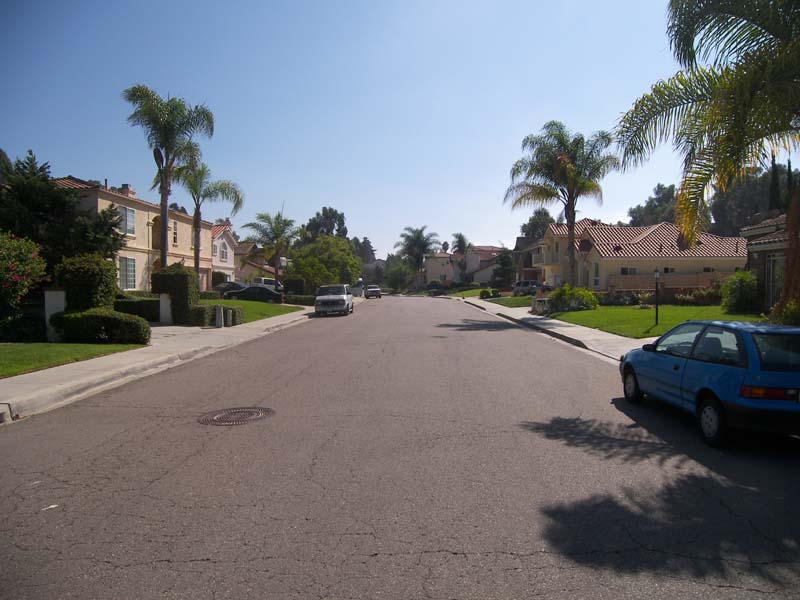
A neighborhood in eastern Chula Vista